# Pilot (Pretty Little Liars: The Perfectionists)
"Pilot" es el primer episodio y el episodio piloto de la serie de televisión Pretty Little Liars: The Perfectionists. Se emitió el 20 de marzo de 2019, en Freeform. La serie es una adaptación de la novela para jóvenes adultos The Perfectionists así como una secuela y una serie derivada de Pretty Little Liars. En el episodio Alison DiLaurentis se traslada a Beacon Heights, Oregón para comenzar una nueva vida. Comienza a sospechar que las cosas no están bien cuando encuentra a su antigua amiga Mona Vanderwaal. Alison comienza a buscar respuestas, pero las cosas se intensifican rápidamente cuando un estudiante es encontrado asesinado. El episodio fue escrito por I. Marlene King, y dirigido por Hynndie Wail. El episodio recibió la mayoría de las críticas positivas y fue visto en directo por 0.46 millones de espectadores.

## Argumento
Alison DiLaurentis se muda de Rosewood, Pensilvania a Beacon Heights, Oregón para comenzar un trabajo como asistente de enseñanza en Beacon Heights University (BHU). Llega y comienza a asentarse antes de ser sorprendida por su antigua amiga Mona Vanderwaal quien resulta ser la Jefa de Reclutamiento y Admisiones de BHU. Mona le informa a Alison que regresó de Francia cuando decidió hacer algo más significativo con su vida. Mona comienza a mostrarle los alrededores a Alison y se entera de que Taylor Hotchkiss, la hija del fundador de la universidad, se suicidó hace un año. 
Después de la clase, Nolan le pide a Dylan que continúe con su trato del año pasado, en el que escribe todos sus ensayos de tarea y los de Ava. Alison se acerca a Mona sobre Nolan, Mona le dice a Alison que ella piensa que él podría ser peligroso y le advierte que se mantenga alejada de él. Mientras califica los ensayos que le asignó, Alison comienza a sospechar plagio entre Ava, Nolan y Dylan. Alison le pregunta a Ava sobre su trabajo pero no recibe respuesta de ella. En la fiesta de bienvenida, Alison conoce a Claire Hotchkiss, la madre de Nolan y Taylor y Claire le dice que le recuerda a Taylor. Alison finalmente le pregunta a Dylan sobre los papeles y le da la opción de tener veinticuatro horas para decir la verdad o ser expulsado. 
Nolan visita una cabaña en el bosque y se revela que Taylor no está realmente muerto. Los dos están trabajando juntos para derribar "Beacon Guard", el sistema de seguridad de BHU, porque creen que se está usando para espiar a los estudiantes. Caitlin, Ava y Dylan se reúnen en el bosque y deciden que están cansados de Nolan y bromean sobre su asesinato. Alison se enfrenta a Mona y le pregunta por qué está realmente allí, Mona le dice que la trajo para ayudar a la gente para que nadie más en BHU salga herido. Alison arranca el papel pintado de la pared para encontrar las palabras "They're Watching" escritas en la pared. Nolan se encuentra con una misteriosa figura en el tejado en un intento de conseguir que ayuden a su causa y a la de Taylor. 
Alison oye sirenas y sale y encuentra a Nolan empalado en una valla. Caitlin, Ava y Dylan se dan cuenta de que fue asesinado de la misma manera que su fantasía. Mona entra al baño y comienza a hablar con el espejo exigiendo respuestas. Una persona en la sala de control ve a Mona a través de una cámara y le ordena que vaya a su lugar seguro.

## Producción

### Desarrollo
El 29 de octubre de 2013, se anunció que The CW estaba desarrollando una serie de televisión basada en "The Perfectionists", una novela de Sara Shepard. La serie estaba programada para ser producida por Leslie Morgenstein y Cheryl Dolins, así como por Arika Lisanne Mittman, quien también estaba programada para escribir para la serie. Más de un año después, el 5 de noviembre de 2014, se supo que la producción de la serie se había trasladado a ABC Family. Mittman fue removida de la serie y I. Marlene King se hizo cargo como productora ejecutiva, la cadena también estaba buscando un nuevo escritor para la serie. Ninguna noticia de la serie llegó hasta septiembre de 2017 cuando se anunció que la serie estaba siendo re-desarrollada por Freeform (antes ABC Family) como serie derivada y secuela de Pretty Little Liars. También se anunció que King escribiría el guion, Gina Girolamo se unió a la serie como productora ejecutiva. Charlie Craig quien previamente trabajó en Pretty Little Liars con King se unió a la serie como productor ejecutivo y co-showrunner. Los episodios fueron dirigidos por Elizabeth Allen Rosenbaum. El 5 de febrero de 2019, se supo que la serie se estrenaría el 20 de marzo de 2019.

### Casting
Sasha Pieterse y Janel Parrish fueron las primeras en aparecer en la serie como personajes de "Pretty Little Liars" Alison DiLaurentis y Mona Vanderwaal, respectivamente.., Sofia Carson fue la próxima en ser elegida como Ava. Sydney Park, Eli Brown, y Kelly Rutherford también fueron todos los actores de la serie con Freeform llamándola "el reparto perfecto". Graeme Thomas King fue el último en ser elegido como Jeremy.

### Rodaje
El episodio fue filmado en Portland, Oregón. King confirmó en Twitter que el rodaje comenzaría en marzo de 2018. La producción comenzó el 27 de febrero de 2018, con una tabla leída para el piloto. El rodaje para el piloto comenzó el 12 de marzo de 2018, y envuelto en la última semana del mismo mes.

## Recepción

### Audiencia
El episodio fue visto por 0.46 millones de espectadores estadounidenses.

### Crítica
Alex Zalben de Decider declaró "Claramente lo que estaba pasando con Nolan y su hermana va más allá de que la gente caliente se enganche y mentiras y secretos; es una conspiración masiva con tecnología de vigilancia demente y de siguiente nivel". Devon Ivie de Vulture.com dijo que "Sasha Pieterse y Janel Parrish están trayendo la energía de la ‘Vieja Pareja Casada’ a los perfeccionistas". 
Mientras tanto, Amanda Lundgren de Cosmopolitan declaró: "Aunque The Perfectionists es una serie nueva, los fantasmas del pasado de PLL no pueden evitar seguirlo".